# Tabac de troupe

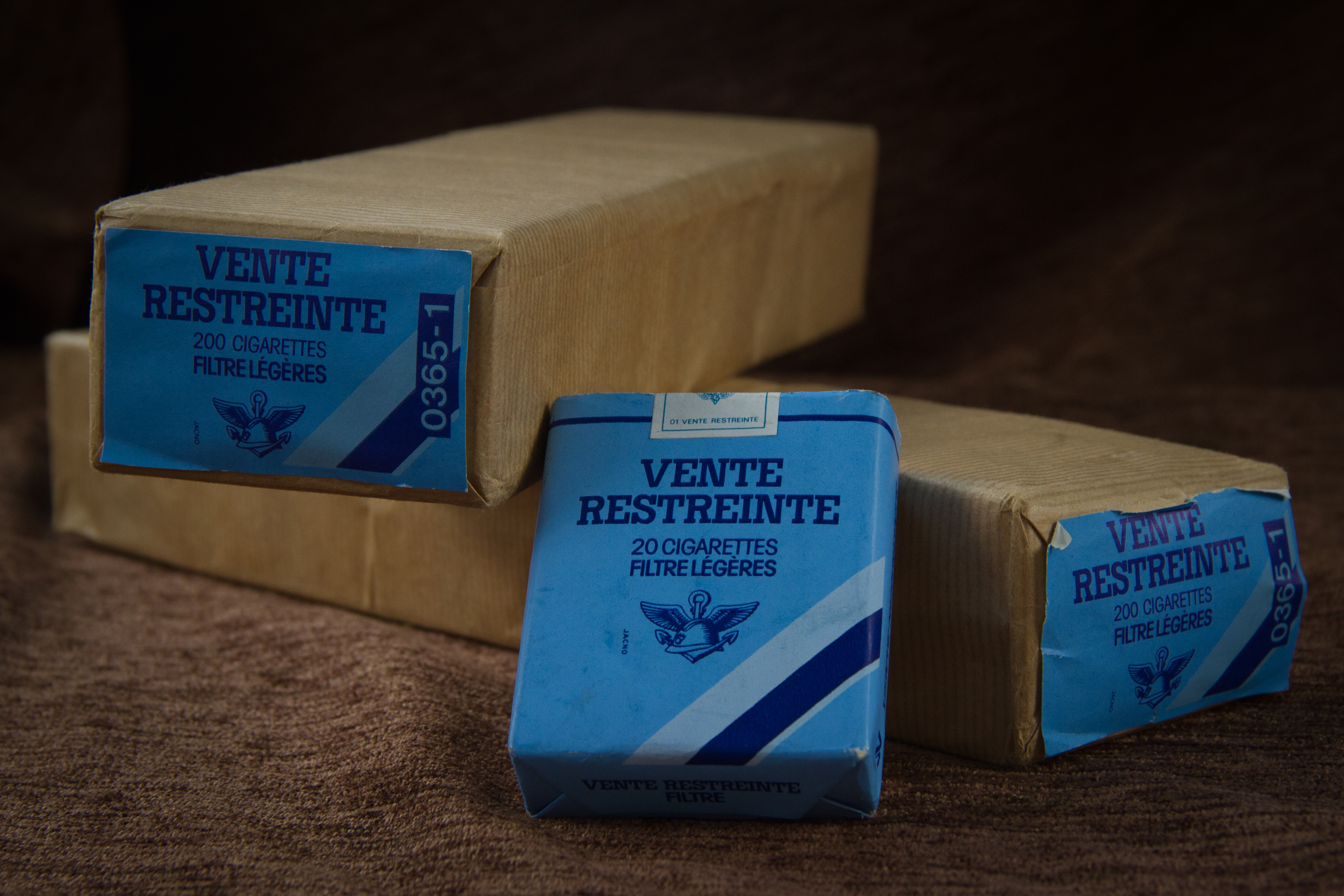
Cigarettes de troupe « Vente restreinte ».

Le tabac de troupe est le nom qui fut employé pour distinguer la qualité du tabac distribué pendant longtemps gratuitement aux soldats de l'armée française, dans le but de remonter le moral des troupes lors des conflits. Il est connu en France pour être un tabac brun, d'un goût plutôt âcre.
Ce tabac n'existe plus, mais Gauloises continue de produire du tabac de type « Caporal », à l'origine un tabac distribué aux caporaux, de meilleure qualité que celui de la troupe.

## Historique
Le premier tabac de troupe remonterait vers 1618-1648 lors du règne de Louis XIII. Ce ne sera que quelques années plus tard en 1668 que son successeur, Louis XIV, instaurera la gratuité du tabac aux troupes.
Jean-Baptiste Colbert, alors contrôleur général des finances au service de Louis XIV, instaurera en 1674 le monopole d'État du tabac. La troupe n'obtient plus alors la gratuité que pendant certains conflits, mais elle disposera toutefois de prix réduits en tout temps. La Révolution de 1793 viendra mettre un terme au monopole d'État, jusqu'à ce que Napoléon la réinstaure, concédant de nouveau la gratuité à ses troupes lors des conflits.
La cigarette va progressivement supplanter la pipe au cours de la seconde moitié du XIXe siècle, le cigarettotype, première machine à rouler, est inventée par Le Maire en 1844. Pendant la guerre de Crimée (1853-1856), les soldats français découvrent la cigarette, leurs alliés turcs fumant du tabac enroulé dans du papier. En 1876 est créée la marque Hongroises (qui deviendra plus tard  Gauloises) avec l'appellation « cigarette de troupes ».

## Tabac de troupe auXXesiècle
En 1889, le monopole est concédé à l'administration des manufactures de l'État, qui perdurera jusqu'en 1935 pour laisser place au SEITA, qui servira les caisses autonomes d'amortissement. 1935 voit l'apparition des Gauloises de Troupe.

### Pendant la Guerre 1914-1918
Le tabac de troupe fut distribué aux soldats de la Première Guerre mondiale, le plus souvent sous forme de scaferlati (également appelé « perlot » ou « gris »), généralement fumé à la pipe. On continuera ensuite de le distribuer aux conscrits.

### Pendant la Guerre 1939-1945
La Seconde Guerre mondiale marquera l'histoire du tabac de troupe avec des paquets de cigares, normalement en vente restreinte, reclassés pour la consommation publique à la suite de l'armistice en juin 1940, pour pouvoir renflouer les caisses de l'État. On connaîtra par la suite les paquets allemands d'occupation timbrés du drapeau tricolore. 
Une pénurie de papier et de couleurs d'imprimerie survient à la fin de la guerre, les emballages sont donc remplacés par du papier kraft, ce qui est aujourd'hui imité sur les paquets de gauloises brunes[réf. nécessaire].

### Après-guerre
Le droit à la ration du soldat et aux conscrits a continué jusqu'en 1975. Dans les années soixante, les appelés du contingent percevaient huit paquets de cigarettes "Troupes" par quinzaine. En 1968, sur choix des intéressés, les "Troupes" pouvaient être remplacées par des cigarettes brunes "Isère" en paquet souple à décor bleu ou de cigarettes blondes "Grenoble" en paquet à dominante rouge, créées à l'occasion des Jeux Olympiques d'Hiver. Le tabac de troupe fut fabriqué en France et vendu dans les casernes jusque dans les années 1990. 
Chaque mois il était possible pour chaque appelé du contingent de commander 16 paquets de "troupes" pour la somme de 22 francs. La possibilité de commander du tabac à rouler ou à pipe était également offerte.
Les paquets contenaient chacun vingt cigarettes, avec ou sans filtre. 
Jusqu'aux années 1970 les paquets de gauloises troupes étaient distribués dans certains hospices pour vieux et/ou nécessiteux.
Jusqu'à la fin des années 80, les rations de combats individuelles, qui étaient distribuées lors des manœuvres contenaient un paquet de 20 cigarettes "troupes" (et une dosette d'alcool).
Les nouvelles rations de combat individuelles réchauffables, mises en place ensuite (début 90) n'en contenaient plus.

#### Colonies françaises
Les militaires de colonies françaises disposaient de paquets spécifiquement identifiés (Algérie, Maroc).